# کامدیش
کامدیش از شهرهای ولایت (استان) نورستان کشور افغانستان و مرکز ولسوالی (شهرستان) کامدیش است.
کامدیش مرکز فرهنگی و اداری نورستانی‌های شاخهٔ کام و هم‌چنین همهٔ شرق نورستان است. نام کامدیش نیز به معنی «محل کام‌ها» است. شهر کوچک کامدیش در سراشیبی کوه ساخته شده و به ده بالا، ده پایین و ده شرقی بخش می‌شود. ده بالا به بزرگی دو ده دیگر است. کامدیش ۲۰۰ فوت بالاتر از رود باشگل قرار دارد. این شهر حصار و دیوار دفاعی ندارد ولی در نزدیکی مرتفع‌ترین خانه‌های آن یک برج تماشایی وجود دارد.

## پیشینه
در شهر امروزی کامدیش طایفه‌های نورستانی به همان شکلی که در دههٔ ۱۸۹۰ توسط سر رابرتسون در کتاب «کافرهای هندوکش» توصیف شده هم‌چنان قابل شناسایی است.
در دهه ۱۳۳۰ خورشیدی کامدیش در تمام نورستان یگانه دهکده‌ای بود که محصولات ذرت (جواری) آن بیشتر از مصرف اهالی آن یود. بنابراین ذرت‌های بیش از نیاز خود را به مردمان دره کنر، سیزده افغانی، به فروش می‌رسانند.
در منطقه کامدیش درگیری‌هایی میان تیره‌های کام (کامزی) و کاته (کانتوزَی) در سال ۱۹۹۷ گزارش شده‌است. کانتوزی‌ها در ولسوالی کامدیش در اقلیت هستند.
کار احداث جاده ۷۲ کیلومتری از پارون، مرکز ولایت نورستان تا ولسوالی کامدیش این ولایت در تیرماه ۱۳۸۶ آغاز شد.
این جاده توسط تیم بازسازی ولایتی آمریکا ساخته می‌شود.

## موسیقی کامدیش
در زمینه موسیقی نورستانی آوازخوانی از اهالی نورستانی که بیشتر از دیگر آوازخوانان با رادیو تلویزیون همکاری داشته‌است محمد اسحاق نورستانی از اهالی شهرستان کامدیش است.
وی در سال ۱۳۳۹ خورشیدی در قریه لولوک علاقه‌داری برگمتال ولسوالی کامدیش زاده شده، پدرش عبدالمنان نام داشته و پیشهٔ دهقانی دارد.
محمد اسحاق در سال ۱۳۵۹ همکاری هنری‌اش را با رادیو تلویزیون آغاز کرد و بیش از پنجاه آهنگ در رادیو افغانستان و بیست آهنگ در تلویزیون به آواز او ثبت و پخش شده‌است.

## جستار های وابسته
- فهرست شهرهای افغانستان
- ولایت نورستان